# 未解之谜
《未解之谜》（英語：Unsolved Mysteries）是一檔以超常現象等內容為主題的美国电视节目。該節目于1987年1月20日在全国广播公司上首播，1997年11月13日起在CBS上播出。2000年起在Lifetime上播出。2007年起在派拉蒙电视网上播出。2020年開始在Netflix上播出。

## 外部鏈接
- 官方网站
- 在Netflix上觀看《未解之谜》
- 互联网电影数据库（IMDb）上《Unsolved Mysteries (1987–2010)》的资料（英文）
- 互联网电影数据库（IMDb）上《Unsolved Mysteries (2020–)》的资料（英文）